# ستانلي إتش فورد
ستانلي إتش فورد (بالإنجليزية: Stanley H. Ford)‏ هو عسكري أمريكي، ولد في 30 يناير 1877 في كولومبوس في الولايات المتحدة، وتوفي في 19 يناير 1961 في Carlisle Barracks ‏ في الولايات المتحدة.